# Eve Badana
Eve Badana, née le 6 juillet 1993 à Markham en Ontario, est une footballeuse internationale irlandaise jouant au poste de gardienne de but. Badana choisit en 2012 de jouer pour l'Irlande.

## Biographie

### En club
Eve Badana est la capitaine du club de son enfance, le Unionville-Milliken SC. Elle rejoint ensuite le club semi-professionnel du Toronto Lady Lynx où elle est là aussi capitaine. Avec l'équipe des moins de 20 ans, elle se qualifie pour la phase finale de la Super League 2010. En 2011, elle obtient l'entrée à l'université Drexel en Pennsylvanie aux États-Unis. Pour sa première année universitaire, elle est nommée dans l'équipe de l'année de des rookies et dans la deuxième équipe type du championnat,.
Le 27 septembre 2016, Eve Badana signe à Cork City, alors qu'elle vient de décider de venir vivre en Irlande et de terminer ses études à l'University College Cork. Dans ce club, elle est en concurrence avec une autre internationale Amanda Budden.
Badana signe ensuite au DLR Waves avant l'ouverture de la saison 2019. Ce déplacement vers Dublin est lié à son engagement auprès d'un cabinet juridique de la capitale irlandaise.

### En équipe nationale
Eve Badana est sélectionnée dans l'équipe du Canada des moins de 17 ans. Elle participe à la Coupe du monde féminine de football des moins de 17 ans 2010, où elle affronte d'ailleurs l'Irlande.
Elle choisit de représenter l'équipe nationale d'Irlande car sa mère est née dans le comté de Tyrone,. C'est elle qui fait la démarche d'approcher la fédération irlandaise pour se proposer. Elle est sélectionnée pour la première fois fin 2011 pour une série de rencontres des éliminatoires du Championnat d'Europe féminin de football 2013 contre le pays de Galles et la France. Elle n'entre pas en jeu. Sa première rencontre officielle avec l'Irlande a lieu quelques mois plus tard : à l'occasion de l'Algarve Cup en février 2012 elle est titulaire dans les buts irlandais contre la Hongrie.
| Équipe               | Année | Sélection |
| -------------------- | ----- | --------- |
| République d'Irlande | 2012  | 2         |
| République d'Irlande | 2013  | 1         |
| République d'Irlande | 2022  | 1         |
| Total                | Total | 4         |